# تنغاية (باب تازة)
تنغاية هي إحدى مشيخات المملكة المغربية، تتبع جغرافيا لإقليم شفشاون وإداريًا لباب تازة. يقدر عدد سكانها بـ 6603 نسمة حسب الإحصاء الرسمي للسكان والسكنى لسنة 2004.